# Herbert Selpin
Herbert Selpin, né le 29 mai 1902 à Berlin et mort le 1er août 1942 dans la même ville, est un réalisateur allemand, connu principalement pour un seul film produit par la Universum Film AG sous le IIIe Reich : Titanic, en 1943.
Retrouvé mort pendu en prison, il est considéré comme une des premières victimes, dans le cinéma de Goebbels, du raidissement du régime nazi vis-à-vis du monde du cinéma pendant la période de guerre.

## Biographie
Après avoir suivi des études médicales à Berlin, il a occupé successivement les emplois de danseur, boxeur, bibliothécaire et marchand d'art. Puis, il a effectué un stage dans la prestigieuse société de production cinématographique berlinoise Universum Film AG (UFA), et a travaillé en 1926 sur le tournage du film Faust, une légende allemande, sous la direction de Friedrich Wilhelm Murnau (1888-1931).
Ensuite, Selpin a été employé par la filiale européenne de la Fox Film Corporation, où il a occupé plusieurs postes, dont, en 1927, celui d’assistant réalisateur sur le tournage du film Berlin, symphonie d’une grande ville de Walter Ruttmann (1887-1941).
En 1931, Selpin s’est vu confier par Excelsior Films, la réalisation du long métrage Conduisez-moi Madame. Au cours des deux années suivantes, il est entré en conflit avec le Parti nazi, qui lui a reproché de présenter les Britanniques sous un angle favorable dans ses films.
À partir de 1933, Selpin a réalisé des films de propagande pour les studios UFA, qui étaient alors sous le contrôle du ministre de la Propagande, Joseph Goebbels. Plusieurs de ces films furent un échec commercial, notamment Schwarzhemden en 1933, Die Reiter von Deutsch-Ostafrika en 1934 et Alarm in Peking en 1937. Mais en 1941, le film anti-britannique Carl Peters connut un réel succès. Il fut suivi d'un autre film de propagande : Geheimakte W. B.1, en 1941-1942.
Selpin a été choisi par Goebbels pour tourner le film Titanic, d’après un scénario nettement anti-britannique de Walter Zerlett-Olfenius (1897-1975). Joseph Bruce Ismay (1862-1937), président de la White Star Line, ainsi que les investisseurs britanniques et américains, se voient reprocher de chercher à obtenir à tout prix le Ruban bleu lors de la traversée inaugurale, sans se soucier des risques encourus par les passagers ; et ce, dans le seul but de contrecarrer la concurrence de la Cunard Line..., et donc de gagner encore plus d'argent. Dans le film de Selpin, seul le premier officier Petersen, un Allemand, critique ouvertement les pressions subies par le capitaine du navire pour l'inciter à augmenter la vitesse du paquebot.
Le ministre allemand de la Propagande Goebbels attendait beaucoup du tournage du Titanic, mais il fut désastreux, notamment à cause de l’état d’ébriété des soldats allemands qui avaient été recrutés comme figurants, et qui mirent à mal le planning. Connu pour son caractère colérique, Selpin s’en plaignit amèrement, et il se répandit en propos sarcastiques sur la guerre et sur la Wehrmacht. Dénoncé par son propre ami, Walter Zerlett-Olfenius, il fut convoqué pour s’expliquer en présence de Joseph Goebbels ; mais il refusa de se rétracter, et fut arrêté le 31 juillet 1942 pour ses propos défaitistes.
Le lendemain de son arrestation, Selpin a été retrouvé mort dans sa cellule, pendu avec ses bretelles. Mais, selon une rumeur persistante, il aurait été assassiné sur les ordres de Goebbels, qui aurait préféré sacrifier le cinéaste, plutôt que d’entrer en conflit avec la Gestapo. Selon cette rumeur, dans la nuit du 31 juillet au 1er août 1942, deux gardes sont entrés dans la cellule de Selpin, et l’ont pendu aux barres d'une fenêtre en utilisant ses bretelles de pantalon.
Bien que Goebbels ait tenté de dissimuler la vérité, la mort brutale de Selpin se répandit rapidement dans le cénacle cinématographique berlinois, qui était particulièrement remonté contre Zerlett-Olfenius. Goebbels riposta en décrétant que toute personne qui ostraciserait le scénariste aurait à en répondre devant lui. Par ailleurs, il ordonna que le nom de Selpin ne figure pas dans le générique du film Titanic.
Celui-ci a été achevé l’année suivante par Werner Klingler (1903-1972). Il a coûté près de 4 millions de reichsmarks..., mais Goebbels a finalement renoncé à le diffuser car il craignait que la catastrophe du navire ne démoralisât le public allemand. Quelques séances de projection ont toutefois eu lieu dans les pays occupés par l’Allemagne ; et plus tard, dans une version expurgée, en Allemagne de l'Est. Quatre scènes du film ont été incorporées dans un autre film de 1958 dédié au paquebot : Atlantique, latitude 41°, de Roy Ward Baker (1916-2010).

## Filmographie

### Acteur

#### Cinéma
- 1940 : La fugue de Mr Patterson (de)

### Réalisateur

#### Cinéma
- 1932 : Chauffeur Antoinette (de)
  - Conduisez-moi Madame (version française de Chauffeur Antoinette)
  - The Love Contract (en) (version britannique de Chauffeur Antoinette)
- 1933 : Jeunes Filles d'aujourd'hui (en) (Mädels von heute)
- 1933 : Der Traum vom Rhein (de)
- 1934 : Flirt à Saint-Moritz (Der Springer von Pontresina)
- 1934 : La Dernière Patrouille (Die Reiter von Deutsch-Ostafrika)
- 1934 : Zwischen zwei Herzen (de)
- 1935 : Un mari idéal (de) (Ein idealer Gatte)
- 1935 : Le Domino vert (Der grüne Domino), coréalisé avec Henri Decoin
- 1936 : Romance (en) (Romanze)
- 1936 : Scandale pour une chauve-souris (de) (Skandal um die Fledermaus)
- 1936 : Spiel an Bord
- 1937 : Alarm in Peking (de)
- 1938 : L'Escroc du mariage (de) (Heiratsschwindler)
- 1938 : Je t'aime (de) (Ich liebe dich)
- 1938 : Sergent Berry (de) (Sergeant Berry)
- 1939 : Drame à Canitoga (de) (Wasser für Canitoga)
- 1940 : La Fugue de M. Patterson (de) (Ein Mann auf Abwegen)
- 1940 : Trenck (de) (Trenck, der Pandur)
- 1941 : Carl Peters ou La Grande Aventure
- 1942 : Geheimakte W.B.1
- 1943 : Titanic

### Monteur

#### Cinéma
- 1931 : Der Herr Finanzdirektor
- 1931 : Eine Nacht im Grandhotel
- 1931 : Opera Ball
- 1931 : So lang' noch ein Walzer vom Strauß erklingt
- 1933 : Der Läufer von Marathon
- 1933 : Kleiner Mann – was nun? (de)

### Scénariste

#### Cinéma
- 1933 : Kleiner Mann – was nun? (de)
- 1933 : Der Traum vom Rhein (de)
- 1936 : Skandal um die Fledermaus (de)
- 1936 : Spiel an Bord
- 1937 : Alarm in Peking (de)
- 1938 : Ich liebe dich (de)
- 1939 : Adieu Vienne de Jacques Séverac
- 1941 : Carl Peters
- 1942 : Geheimakte W.B.1
- 1943 : Titanic